# Amama Mbabazi

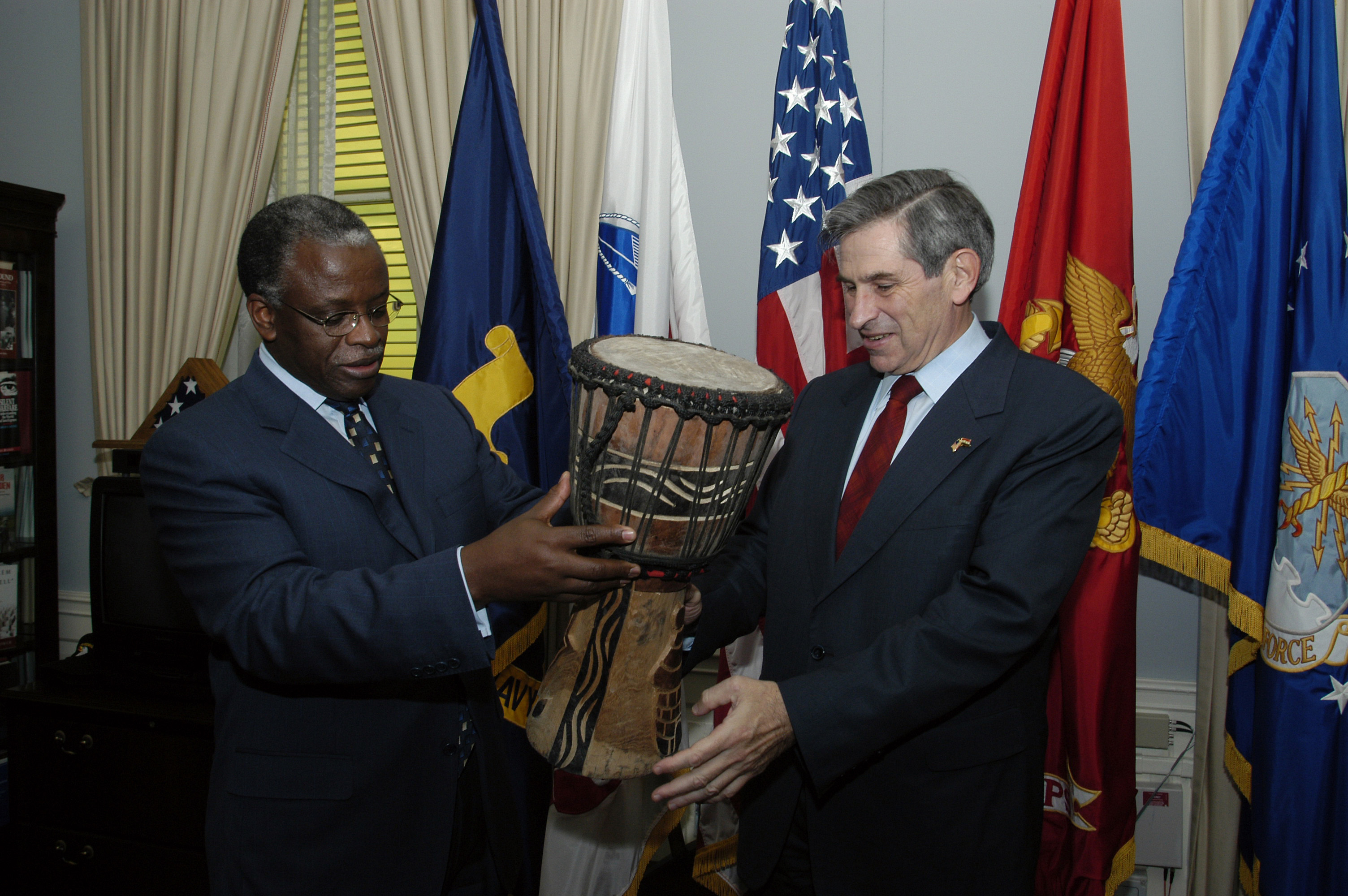
Amaama Mbabazi im November 2003 mit Paul Wolfowitz bei einem Besuch in den USA

Amama Mbabazi (* 16. Januar 1949 in Mpiro, Kigezi) ist ein ugandischer Politiker.

## Leben
Mbabazi machte 1975 einen Abschluss in Rechtswissenschaften an der Makerere-Universität in Kampala.
Von 1986 bis 1992 war er Verteidigungsminister und wurde danach Außenminister sowie Minister für regionale Kooperation. Von 2001 bis 2011 war er erneut der Verteidigungsminister Ugandas. Am 24. Mai 2011 übernahm er das Amt des Premierministers.
Im September 2014 verlor er dieses Amt, danach auch den Posten des Generalsekretärs der Regierungspartei National Resistance Movement (NRM) und im Januar 2015 seinen Posten in deren Zentralkomitee. Bei den Wahlen in Uganda am 18. Februar 2016 kandidierte er als einer von acht Präsidentschaftskandidaten und erhielt 1,4 % der gültigen Stimmen.